# Fan Zhongyan
Fan Zhongyan (ur. 989, zm. 1052) – chiński uczony, polityk i reformator z czasów dynastii Song.
Pochodził z Xuzhou w prowincji Jiangsu. Osierocony, zdobył jednak wykształcenie i zdał egzaminy urzędnicze na najwyższy stopień jinshi w 1015 roku.
Zwolennik konfucjanizmu, znawca Sześciu Klasyków, w szczególności Yijingu; przyczynił się do ugruntowania pozycji tej księgi oraz Doktryny Środka jako kanonicznych tekstów filozofii konfucjańskiej. Cnotę nabożności synowskiej interpretował jako bezgraniczne poświęcenie się państwu. Zaciekły przeciwnik buddyzmu. Popierał nauczanie Sun Fu i Hun Yuana, a do jego uczniów należał Zhang Zai; jego poglądy dotyczące m.in. kontroli nad własnymi pożądaniami, czyniły zeń prekursora neokonfucjanizmu.
Piastował wiele urzędów, m.in. w departamencie edukacji. W latach 1040–1043 dowodził obroną północnych granic cesarstwa podczas wojny z państwem Xixia. W 1043 roku mianowany przez cesarza Renzonga kanclerzem. Próbował przeprowadzić reformy administracyjne, których program przedstawił w 10-punktowym memoriale przedłożonym dworowi. Jego działania obejmowały m.in. zwalczanie protekcjonizmu i korupcji, wzmocnienie lokalnych milicji jako podstawy obronności państwa i wprowadzenie do egzaminów urzędniczych przedmiotów praktycznych. Działał na rzecz rozwoju szkolnictwa, zakładając akademię w Kaifengu i sieć szkół prefekturalnych w całym kraju. Choć reformy zostały poparte przez cesarza i wpływowego Ouyang Xiu, napotkały na opór konserwatywnych urzędników dworskich i ostatecznie zostały przerwane w 1044 roku, a samego Fana odesłano na prowincję. Znaczna część jego postulatów została zrealizowana później przez Wang Anshi.